# Draughts
Draughts, English Draughts oder auch Checkers ist eine Variante des klassischen Damespiels, die vor allem in den Vereinigten Staaten sowie international im englischen Sprachraum gespielt wird. Wie das klassische Damespiel wird sie auf einem Schachbrett mit 64 Feldern, 8×8, gespielt, von den europäischen Damevarianten unterscheidet sie sich vor allem dadurch, dass auch der „king“ (entspricht der Dame im klassischen Spiel) nur jeweils ein Feld ziehen und schlagen darf.

## Geschichte
Die britische Damevariante Draughts entwickelte sich aus dem kontinentalen Damespiel im 18. Jahrhundert. 1756 erschien Treatise on the Game of Draughts von William Payne, das sich unter anderem intensiv mit der Analyse der Endspielvarianten des Spiels befasste. Englische Siedler brachten das Spiel in die Vereinigten Staaten, wo es als Checkers bekannt wurde.

## Spielweise
|   | a | b | c | d | e | f | g | h |   |
| 8 |   |   |   |   |   |   |   |   | 8 |
| 7 |   |   |   |   |   |   |   |   | 7 |
| 6 |   |   |   |   |   |   |   |   | 6 |
| 5 |   |   |   |   |   |   |   |   | 5 |
| 4 |   |   |   |   |   |   |   |   | 4 |
| 3 |   |   |   |   |   |   |   |   | 3 |
| 2 |   |   |   |   |   |   |   |   | 2 |
| 1 |   |   |   |   |   |   |   |   | 1 |
|   | a | b | c | d | e | f | g | h |   |

Wie beim klassischen Damespiel handelt es sich bei Draughts um ein Brettspiel für zwei Spieler, die sich am Spielbrett gegenübersitzen. Dabei spielt ein Spieler die weißen und der andere die schwarzen Spielsteine und die beiden Spieler machen abwechselnd jeweils einen Zug. In der Startaufstellung werden die jeweils 12 Spielsteine auf den schwarzen Feldern der jeweils ersten bis dritten Reihe beider Spielbrettseiten aufgebaut.
Die Farben werden ausgelost oder gewählt, der schwarze Spieler beginnt das Spiel. Beide Spieler ziehen nun abwechselnd jeweils einen Stein, wobei die Steine diagonal vorwärts auf den schwarzen Feldern bewegt werden dürfen. Wenn ein Spieler die Grundlinie der gegenüberliegenden Seite erreicht, wird sein Stein zu seinem „king“ (=„König“). Dieser darf, anders als beim klassischen Damespiel, auch jeweils nur ein Feld jede diagonale Richtung ziehen, allerdings anders als die normalen Steine auch rückwärts.
Wie bei der klassischen Dame muss ein Spielstein geschlagen werden, wenn ein Stein über ihn auf ein dahinter liegendes freies Feld springen kann. Dabei herrscht Schlagzwang, ein Stein muss also geschlagen werden, wenn dies möglich ist. Sind nach dem Schlagen weitere Schlagzüge möglich, müssen diese auch ausgeführt werden. Der König kann anders als beim klassischen Damespiel ebenfalls nur über ein Feld schlagen, dabei jedoch vorwärts wie rückwärts ziehen. Hat ein Spieler mehrere Schlagmöglichkeiten, darf er wählen, welche er nutzt, unabhängig von der möglichen Anzahl weiterer Schlagzüge. Alle geschlagenen Steine werden nach dem Zug vom Spielfeld entfernt.
Wie beim klassischen Damespiel gewinnt der Spieler, dem es gelingt, möglichst alle Steine des Gegners zu schlagen oder unbeweglich zu machen. Zudem ist es möglich, das Spiel zu gewinnen, wenn der Gegner nur noch einen einzigen verbliebenen Stein hat.

## Belege
1. ↑  Brian Burns (Hrsg.): The Encyclopedia of Games. Brown Packaging Books, 1998; S. 150.
2. ↑  Frederic V. Grunfeld (Hrsg.), Eugen Oker (deutsche Überarbeitung): Spiele der Welt I – Geschichte, Spielen, Selbermachen. Fischer Taschenbuch Verlag, Frankfurt/Main 1985; S. 150–152. ISBN 3-596-23074-8.
3. 1 2 3 4  Polish Checkers (Draughts) In: Brian Burns (Hrsg.): The Encyclopedia of Games. Brown Packaging Books, 1998; S. 158.